# Olympische Winterspiele 1984/Eisschnelllauf
Bei den XIV. Olympischen Winterspielen 1984 in Sarajevo fanden neun Wettbewerbe im Eisschnelllauf statt. Austragungsort war die Zetra-Eisbahn (Klizalište Zetra).

## Bilanz

### Medaillenspiegel
| Platz | Land        | Gold | Silber | Bronze | Gesamt |
| ----- | ----------- | ---- | ------ | ------ | ------ |
| 1     | DDR         | 4    | 4      | 3      | 11     |
| 2     | Sowjetunion | 2    | 3      | 4      | 9      |
| 3     | Kanada      | 2    | –      | 1      | 3      |
| 4     | Schweden    | 1    | 1      | –      | 2      |
| 5     | Japan       | –    | 1      | –      | 1      |
| 6     | Norwegen    | –    | –      | 1      | 1      |

### Medaillengewinner
| Konkurrenz | Gold              | Silber             | Bronze             |
| ---------- | ----------------- | ------------------ | ------------------ |
| 500 m      | Sergei Fokitschew | Yoshihiro Kitazawa | Gaétan Boucher     |
| 1000 m     | Gaétan Boucher    | Sergei Chlebnikow  | Kai Arne Engelstad |
| 1500 m     | Gaétan Boucher    | Sergei Chlebnikow  | Oleg Boschjew      |
| 5000 m     | Tomas Gustafson   | Igor Malkow        | René Schöfisch     |
| 10.000 m   | Igor Malkow       | Tomas Gustafson    | René Schöfisch     |

| Konkurrenz | Gold                 | Silber        | Bronze             |
| ---------- | -------------------- | ------------- | ------------------ |
| 500 m      | Christa Rothenburger | Karin Enke    | Natalja Schiwe     |
| 1000 m     | Karin Enke           | Andrea Schöne | Natalja Petrusjowa |
| 1500 m     | Karin Enke           | Andrea Schöne | Natalja Petrusjowa |
| 3000 m     | Andrea Schöne        | Karin Enke    | Gabi Schönbrunn    |

## Ergebnisse Männer

### 500 m
| Platz | Land | Sportler             | Zeit (s) |
| ----- | ---- | -------------------- | -------- |
| 1     | URS  | Sergei Fokitschew    | 38,19    |
| 2     | JPN  | Yoshihiro Kitazawa   | 38,30    |
| 3     | CAN  | Gaétan Boucher       | 38,39    |
| 4     | USA  | Dan Jansen           | 38,55    |
| 5     | USA  | Nick Thometz         | 38,56    |
| 6     | URS  | Wladimir Koslow      | 38,57    |
| 7     | NOR  | Frode Rønning        | 38,58    |
| 8     | GDR  | Uwe-Jens Mey         | 38,65    |
| 9     | URS  | Alexander Danilin    | 38,66    |
| 10    | JPN  | Akira Kuroiwa        | 38,70    |
| 11    | GDR  | André Hoffmann       | 38,87    |
|       |      |                      |          |
| 19    | FRG  | Hans-Peter Oberhuber | 39,39    |
| 20    | GDR  | Andreas Dietel       | 39,45    |
| 26    | FRG  | Uwe Streb            | 39,78    |
| 32    | AUT  | Michael Hadschieff   | 40,52    |

Datum: 10. Februar 1984, 14:45 Uhr 

42 Teilnehmer aus 20 Ländern, alle in der Wertung.

### 1000 m
| Platz | Land | Sportler             | Zeit (min)   |
| ----- | ---- | -------------------- | ------------ |
| 1     | CAN  | Gaétan Boucher       | 1:15,80 (OR) |
| 2     | URS  | Sergei Chlebnikow    | 1:16,63      |
| 3     | NOR  | Kai Arne Engelstad   | 1:16,75      |
| 4     | USA  | Nick Thometz         | 1:16,85      |
| 5     | GDR  | André Hoffmann       | 1:17,33      |
| 6     | URS  | Wiktor Schascherin   | 1:17,42      |
| 7     | GDR  | Andreas Dietel       | 1:17,46      |
| 7     | HOL  | Hilbert van der Duim | 1:17,46      |
| 9     | JPN  | Akira Kuroiwa        | 1:17,49      |
| 10    | HOL  | Hein Vergeer         | 1:17,57      |
|       |      |                      |              |
| 15    | FRG  | Uwe Streb            | 1:18,65      |
| 22    | AUT  | Michael Hadschieff   | 1:19,05      |
| 23    | FRG  | Hans-Peter Oberhuber | 1:19,13      |
| 25    | GDR  | Uwe-Jens Mey         | 1:19,14      |
| 26    | FRG  | Andreas Lemcke       | 1:19,39      |
| 33    | AUT  | Christian Eminger    | 1:20,98      |

Datum: 14. Februar 1984, 09:15 Uhr 

43 Teilnehmer aus 20 Ländern, alle in der Wertung.

### 1500 m
| Platz | Land | Sportler             | Zeit (min) |
| ----- | ---- | -------------------- | ---------- |
| 1     | CAN  | Gaétan Boucher       | 1:58,36    |
| 2     | URS  | Sergei Chlebnikow    | 1:58,83    |
| 3     | URS  | Oleg Boschjew        | 1:58,89    |
| 4     | FRA  | Hans van Helden      | 1:59,39    |
| 5     | GDR  | Andreas Ehrig        | 1:59,41    |
| 6     | GDR  | Andreas Dietel       | 1:59,73    |
| 7     | HOL  | Hilbert van der Duim | 1:59,77    |
| 8     | URS  | Wiktor Schascherin   | 1:59,81    |
| 9     | FIN  | Pertti Niittylä      | 2:00,01    |
| 10    | HOL  | Frits Schalij        | 2:00,14    |
| 11    | GDR  | André Hoffmann       | 2:00,23    |
|       |      |                      |            |
| 15    | AUT  | Werner Jäger         | 2:01,03    |
| 20    | AUT  | Michael Hadschieff   | 2:02,06    |
| 25    | FRG  | Wolfgang Scharf      | 2:02,64    |
| 26    | FRG  | Hansjörg Baltes      | 2:02,68    |
| 27    | FRG  | Andreas Lemcke       | 2:03,13    |
| 28    | AUT  | Christian Eminger    | 2:03,18    |

Datum: 16. Februar 1984, 09:15 Uhr 

40 Teilnehmer aus 20 Ländern, alle in der Wertung.

### 5000 m
| Platz | Land | Sportler             | Zeit (min) |
| ----- | ---- | -------------------- | ---------- |
| 1     | SWE  | Tomas Gustafson      | 7:12,28    |
| 2     | URS  | Igor Malkow          | 7:12,30    |
| 3     | GDR  | René Schöfisch       | 7:17,49    |
| 4     | GDR  | Andreas Ehrig        | 7:17,63    |
| 5     | URS  | Oleg Boschjew        | 7:17,96    |
| 6     | FIN  | Pertti Niittylä      | 7:17,97    |
| 7     | NOR  | Bjørn Arne Nyland    | 7:18,27    |
| 8     | AUT  | Werner Jäger         | 7:18,61    |
| 9     | HOL  | Hilbert van der Duim | 7:19,39    |
| 10    | NOR  | Geir Karlstad        | 7:20,24    |
|       |      |                      |            |
| 13    | AUT  | Michael Hadschieff   | 7:25,07    |
| 20    | AUT  | Heinz Steinberger    | 7:32,72    |
| 28    | FRG  | Wolfgang Scharf      | 7:40,90    |
| 29    | FRG  | Andreas Lemcke       | 7:41,69    |
| 37    | FRG  | Hansjörg Baltes      | 7:50,33    |

Datum: 12. Februar 1984, 09:15 Uhr 

42 Teilnehmer aus 20 Ländern, davon 41 in der Wertung.

### 10.000 m
| Platz | Land | Sportler             | Zeit (min) |
| ----- | ---- | -------------------- | ---------- |
| 1     | URS  | Igor Malkow          | 14:39,90   |
| 2     | SWE  | Tomas Gustafson      | 14:39,95   |
| 3     | GDR  | René Schöfisch       | 14:46,91   |
| 4     | NOR  | Geir Karlstad        | 14:51,40   |
| 5     | AUT  | Michael Hadschieff   | 14:53,78   |
| 6     | URS  | Dmitri Botschkarjow  | 14:55,32   |
| 7     | USA  | Mike Woods           | 14:57,30   |
| 8     | NOR  | Henry Nilsen         | 14:57,81   |
| 9     | HOL  | Yep Kramer           | 14:59,89   |
| 10    | HOL  | Hilbert van der Duim | 15:01,24   |
| 11    | GDR  | Andreas Ehrig        | 15:03,76   |
| 12    | AUT  | Werner Jäger         | 15:07,59   |
|       |      |                      |            |
| 19    | AUT  | Heinz Steinberger    | 15:18,19   |
| 28    | FRG  | Wolfgang Scharf      | 15:40,74   |
| 29    | GDR  | Andreas Dietel       | 16:01,89   |

Datum: 18. Februar 1984, 08:45 Uhr 

32 Teilnehmer aus 17 Ländern, alle in der Wertung.

## Ergebnisse Frauen

### 500 m
| Platz | Land | Sportlerin               | Zeit (s)   |
| ----- | ---- | ------------------------ | ---------- |
| 1     | GDR  | Christa Rothenburger     | 41,02 (OR) |
| 2     | GDR  | Karin Enke               | 41,28      |
| 3     | URS  | Natalja Schiwe           | 41,50      |
| 4     | URS  | Irina Kuleschowa-Kowrowa | 41,70      |
| 5     | GDR  | Skadi Walter             | 42,16      |
| 6     | URS  | Natalja Petrusjowa       | 42,19      |
| 7     | FRG  | Monika Pflug             | 42,40      |
| 8     | USA  | Bonnie Blair             | 42,53      |
| 9     | POL  | Erwina Ryś-Ferens        | 42,71      |
| 10    | USA  | Katie Class              | 42,97      |
| 11    | SUI  | Silvia Brunner           | 42,99      |
|       |      |                          |            |
| 20    | FRG  | Sigrid Smuda             | 43,74      |

Datum: 10. Februar 1984, 16:15 Uhr 

33 Teilnehmerinnen aus 16 Ländern, alle in der Wertung.

### 1000 m
| Platz | Land | Sportlerin              | Zeit (min)   |
| ----- | ---- | ----------------------- | ------------ |
| 1     | GDR  | Karin Enke              | 1:21,61 (OR) |
| 2     | GDR  | Andrea Schöne           | 1:22,83      |
| 3     | URS  | Natalja Petrusjowa      | 1:23,21      |
| 4     | URS  | Walentina Lalenkowa     | 1:23,68      |
| 5     | GDR  | Christa Rothenburger    | 1:23,98      |
| 6     | HOL  | Yvonne van Gennip       | 1:25,36      |
| 7     | POL  | Erwina Ryś-Ferens       | 1:25,81      |
| 8     | FRG  | Monika Pflug            | 1:25,87      |
| 9     | SWE  | Annette Carlén-Karlsson | 1:26,15      |
| 10    | POL  | Lilianna Morawiec       | 1:26,53      |
| 11    | SUI  | Silvia Brunner          | 1:26,61      |
|       |      |                         |              |
| 15    | FRG  | Sigrid Smuda            | 1:27,05      |

Datum: 13. Februar 1984, 09:15 Uhr 

38 Teilnehmerinnen aus 17 Ländern, alle in der Wertung.

### 1500 m
| Platz | Land | Sportlerin          | Zeit (min)   |
| ----- | ---- | ------------------- | ------------ |
| 1     | GDR  | Karin Enke          | 2:03,42 (OR) |
| 2     | GDR  | Andrea Schöne       | 2:05,29      |
| 3     | URS  | Natalja Petrusjowa  | 2:05,78      |
| 4     | GDR  | Gabi Schönbrunn     | 2:07,69      |
| 5     | POL  | Erwina Ryś-Ferens   | 2:08,08      |
| 6     | URS  | Walentina Lalenkowa | 2:08,17      |
| 7     | URS  | Natalja Kurowa      | 2:08,41      |
| 8     | NOR  | Bjørg Eva Jensen    | 2:09,53      |
| 9     | HOL  | Thea Limbach        | 2:10,35      |
| 10    | FRG  | Sigrid Smuda        | 2:10,55      |
|       |      |                     |              |
| 16    | SUI  | Silvia Brunner      | 2:12,62      |

Datum: 9. Februar 1984, 09:15 Uhr 

32 Teilnehmerinnen aus 15 Ländern, alle in der Wertung.

### 3000 m
| Platz | Land | Sportlerin          | Zeit (min)   |
| ----- | ---- | ------------------- | ------------ |
| 1     | GDR  | Andrea Schöne       | 4:24,79 (OR) |
| 2     | GDR  | Karin Enke          | 4:26,33      |
| 3     | GDR  | Gabi Schönbrunn     | 4:33,13      |
| 4     | URS  | Olga Pleschkowa     | 4:34,42      |
| 5     | HOL  | Yvonne van Gennip   | 4:34,80      |
| 6     | USA  | Mary Docter         | 4:36,25      |
| 7     | NOR  | Bjørg Eva Jensen    | 4:36,28      |
| 8     | URS  | Walentina Lalenkowa | 4:37,36      |
| 9     | URS  | Natalja Petrusjowa  | 4:39,36      |
| 10    | USA  | Nancy Swider-Peltz  | 4:40,10      |
|       |      |                     |              |
| 18    | FRG  | Sigrid Smuda        | 4:53,22      |

Datum: 15. Februar 1984, 09:15 Uhr 

26 Teilnehmerinnen aus 14 Ländern, alle in der Wertung.